# كاثرين تانر
كاثرين تانر (بالإنجليزية: Kathryn Tanner)‏ هي ثيولوجية أمريكية، ولدت في 1957.